# Carme Elías
Pour les articles homonymes, voir Elias.
Carme Elias, ou Carmen Elías en castillan, née le 14 janvier 1951 à Barcelone, est une actrice catalane espagnole lauréate du Goya de la meilleure actrice.

## Filmographie sélective
- 1985 : Stico de Jaime de Armiñán
- 1989 : Le Pont de Varsovie de Pere Portabella - la professeur
- 1995 : La Fleur de mon secret de Pedro Almodóvar - Betty
- 1997 : Le Jeune Homme amoureux de Manuel Lombardero - Irene
- 1998 : No se lo digas a nadie de Francisco José Lombardi - Maricucha
- 2000 : Seconde Chance de Ventura Pons - Dona
- 2006 : Los aires difíciles de Gerardo Herrero - Sara
- 2008 : Camino de Javier Fesser - Gloria
- 2012 : Tengo ganas de ti de Fernando González Molina - mère H.
- 2013 : La distancia más larga de Claudia Pinto - Martina
- 2017 : Quién te cantará de Carlos Vermut

## Distinctions
- Prix Goya : meilleure actrice pour Camino
- Prix Sant Jordi du cinéma : meilleure actrice pour Camino
- Unión de Actores y Actrices : meilleure actrice pour Camino
- Médaille d'or du mérite des beaux-arts, décernée par le Ministère de l'Éducation, de la Culture et des Sports espagnol, en 2022[1].